# 布雷佐沃市鎮
42°21′00″N 25°04′59″E / 42.35°N 25.083°E

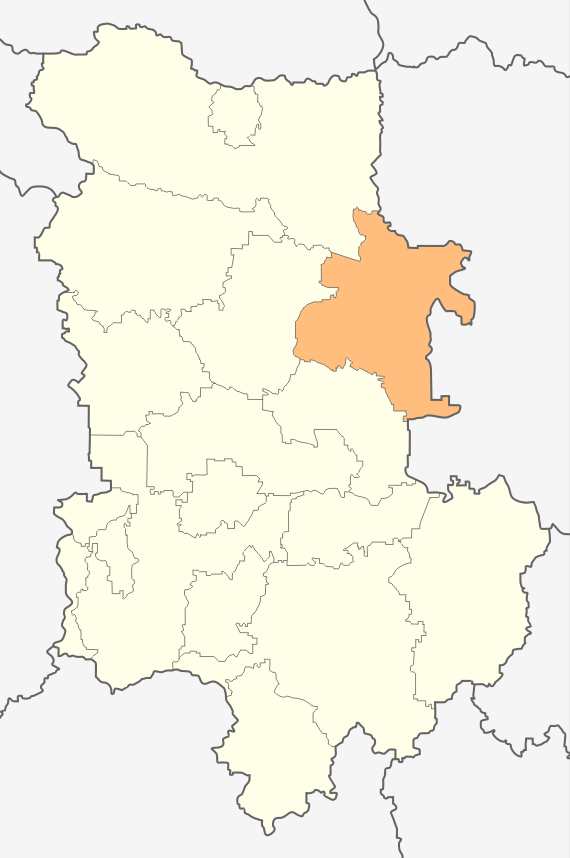

布雷佐沃市，是保加利亞的城鎮，位於該國中部，由普羅夫迪夫州負責管轄，首府設於布雷佐沃，面積465.41平方公里，人口7,276，人口密度每平方公里15.6人。